# 阿恩鎮區 (北達科他州本森縣)
阿恩鎮區（英語：Arne Township）是位於美國北達科他州本森縣的一個鎮區。

## 地方資料
阿恩鎮區的面積為92.97平方千米，當中陸地面積為91.63平方千米，而水域面積為1.34平方千米。根據2010年美國人口普查的數據，當地共有人口42人，而人口密度為每平方千米0.45人。